# 5730 Yonosuke
5730 Yonosuke là một tiểu hành tinh vành đai chính với chu kỳ quỹ đạo là 1815.9165082 ngày (4.97 năm).
Nó được phát hiện ngày 13 tháng 10 năm 1988.